# Diócesis de Dumka
La diócesis de Dumka (en latín: Dioecesis Dumkaënsis y en inglés: Roman Catholic Diocese of Dumka) es una circunscripción eclesiástica de la Iglesia católica en India. Se trata de una diócesis latina, sufragánea de la arquidiócesis de Ranchi. Desde el 14 de junio de 1997 su obispo es Julius Marandi.

## Territorio y organización
La diócesis tiene 14 356 km² y extiende su jurisdicción sobre los fieles católicos de rito latino residentes en:
- el estado de Jharkhand en los distritos de: Dumka, Jamtara (creado en 2001 con parte del de Dumka), Jamtara, Sahibganj, Pakur, y la subdivisión de Madhupur del distrito de Deoghar;
- el estado de Bengala Occidental en la división de Rampurhat en el distrito de Birbhum.[1]

La sede de la diócesis se encuentra en la ciudad de Dumka, en donde se halla la Catedral de San Pablo. 
En 2021 en la diócesis existían 65 parroquias.

## Historia
La prefectura apostólica de Malda fue erigida el 17 de enero de 1952 con la bula Tam opportunum del papa Pío XII, obteniendo el territorio de la diócesis de Dinajpur.
El 8 de agosto de 1962 con la bula Exsultat sancta Mater Ecclesia del papa Juan XXIII fue ampliada con porciones de territorio pertenecientes a la arquidiócesis de Calcuta y al mismo tiempo fue elevada al rango de diócesis con su nombre actual. Originalmente era sufragánea de la arquidiócesis de Calcuta.
El 8 de junio de 1978 cedió una porción de su territorio para la erección de la diócesis de Raiganj y al mismo tiempo pasó a formar parte de la provincia eclesiástica de Ranchi mediante la bula Ut Pater et Pastor del papa Pablo VI.
El 28 de junio de 1998 cedió otra porción de su territorio para la erección de la diócesis de Purnea mediante la bula Optatis concedere del papa Juan Pablo II.

## Estadísticas
Según el Anuario Pontificio 2022 la diócesis tenía a fines de 2021 un total de 197 390 fieles bautizados.
| Año                                                                             | Población            | Población | Población      | Sacerdotes | Sacerdotes    | Sacerdotes    | Bautizados por sacerdote | Diáconos permanentes | Religiosos | Religiosos | Parroquias |
| Año                                                                             | Bautizados católicos | Total     | % de católicos | Total      | Clero secular | Clero regular | Bautizados por sacerdote | Diáconos permanentes | Varones    | Mujeres    | Parroquias |
| ------------------------------------------------------------------------------- | -------------------- | --------- | -------------- | ---------- | ------------- | ------------- | ------------------------ | -------------------- | ---------- | ---------- | ---------- |
| 1970                                                                            | 44 240               | 8 965 976 | 0.5            | 50         | 15            | 35            | 884                      |                      | 46         | 74         | 16         |
| 1980                                                                            | 38 895               | 8 558 304 | 0.5            | 48         | 12            | 36            | 810                      |                      | 67         | 117        | 15         |
| 1990                                                                            | 57 691               | 9 740 000 | 0.6            | 78         | 27            | 51            | 739                      |                      | 120        | 208        | 22         |
| 1999                                                                            | 77 542               | 2 273 352 | 3.4            | 76         | 31            | 45            | 1020                     |                      | 87         | 121        | 15         |
| 2000                                                                            | 79 200               | 2 273 352 | 3.5            | 85         | 32            | 53            | 931                      |                      | 88         | 165        | 15         |
| 2001                                                                            | 86 920               | 3 383 771 | 2.6            | 92         | 33            | 59            | 944                      |                      | 98         | 131        | 19         |
| 2002                                                                            | 87 890               | 3 383 771 | 2.6            | 95         | 34            | 61            | 925                      |                      | 116        | 157        | 25         |
| 2003                                                                            | 91 547               | 3 383 771 | 2.7            | 104        | 35            | 69            | 880                      |                      | 107        | 147        | 25         |
| 2004                                                                            | 94 537               | 3 383 771 | 2.8            | 99         | 36            | 63            | 954                      |                      | 108        | 152        | 29         |
| 2006                                                                            | 100 642              | 3 383 771 | 3.0            | 106        | 38            | 68            | 949                      |                      | 109        | 236        | 26         |
| 2013                                                                            | 147 915              | 4 190 431 | 3.5            | 173        | 55            | 118           | 855                      |                      | 146        | 300        | 50         |
| 2016                                                                            | 163 100              | 4 332 000 | 3.8            | 166        | 54            | 112           | 982                      |                      | 134        | 296        | 51         |
| 2019                                                                            | 190 606              | 4 639 640 | 4.1            | 163        | 61            | 102           | 1169                     |                      | 134        | 354        | 59         |
| 2021                                                                            | 197 390              | 4 737 300 | 4.2            | 218        | 70            | 148           | 905                      |                      | 180        | 354        | 65         |
| Fuente: Catholic-Hierarchy, que a su vez toma los datos del Anuario Pontificio. |                      |           |                |            |               |               |                          |                      |            |            |            |

## Episcopologio
- Adam Grossi, P.M.E. † (28 de marzo de 1952-1962 falleció)
- Leo Tigga, S.I. † (8 de agosto de 1962-8 de junio de 1978 nombrado obispo de Raiganj)
- Telesphore Placidus Toppo (8 de junio de 1978-8 de noviembre de 1984 nombrado arzobispo coadjutor de Ranchi)
- Stephen M. Tiru † (18 de abril de 1986-1 de abril de 1995 nombrado obispo de Khunti)
  - Sede vacante (1995-1997)
- Julius Marandi, desde el 14 de junio de 1997